# Nejapa de Madero
Nejapa de Madero es una localidad del estado mexicano de Oaxaca. Es cabecera del municipio de Nejapa de Madero.

## Demografía
| Censo | Población |
| ----- | --------- |
| 1900  | 617       |
| 1910  | 730       |
| 1921  | 625       |
| 1930  | 834       |
| 1940  | 777       |
| 1950  | 1052      |
| 1960  | 1167      |
| 1970  | 1703      |
| 1980  | 1588      |
| 1990  | 1932      |
| 1995  | 1682      |
| 2000  | 1557      |
| 2005  | 1914      |
| 2010  | 1513      |
| 2020  | 2021      |